# Stepan Jadłowski
Stepan Jadłowski (ukr. Степан Ядловський, pol. Stefan Jodłowski; ur. 22 maja 1901 w Szklarach, zm. 26 września 1973 w Trzcińsku-Zdroju) – duchowny greckokatolicki.
Urodził się w rodzinie Teodora i Anastazji (nazwisko panieńskie nie ustalone). Wyświęcony 26 czerwca 1926 w Przemyślu; celebs.
Po święceniach pracował na Łemkowszczyźnie. Wykładał też Nowy Testament w Greckokatolickim Seminarium Duchownym w Przemyślu. Później był proboszczem w Polanach Surowicznych. Pełnił także funkcję sędziego prosynodalnego, członka Rady ds. Ochrony Wiary i Obyczajów oraz cenzora ksiąg religijnych. Redaktor schematyzmu Apostolskiej Administracji Łemkowszczyzny. 24 sierpnia 1944 powołany (jako jeden z trzech) przez administratora AAŁ ks. Aleksandra Malinowskiego na stanowisko generalnego wikariusza. W czasie przejścia frontu jesienią/zimą 1944 objął w zarządzanie wschodnią część administracji.
Według niepotwierdzonych informacji, w czasie wysiedleń ludności ukraińskiej do USRR ks. Jodłowski przedostał się na terytorium Czechosłowacji, gdzie przez jakiś czas pomagał w miejscowym duszpasterstwie greckokatolickim. Po 1947 powrócił (prawdopodobnie nielegalnie) do Polski i pracował w obrządku łacińskim. W latach pięćdziesiątych rozpracowywany przez funkcjonariuszy PUBP.  Na początku pracował w parafii Drawno, powiat Choszczno. W latach pięćdziesiątych i sześćdziesiątych ub. wieku był rzymskokatolickim proboszczem w parafii pw. Najświętszego Serca Pana Jezusa w Chłopowie, gmina Krzęcin, powiat Choszczno, w województwie zachodniopomorskim. Dał się poznać jako ofiarny kapłan, emanujący niezwykłą dobrocią, wiele od siebie wymagającym. Wspomniana  parafia była  wówczas bardzo rozległa, więc ksiądz Stefan Jodłowski duże odległości dzielące np. kościoły w Objezierzu, Chłopowie czy Zieleniewie przemierzał pieszo. Do dziś serdecznie wspominany przez swoich dawnych parafian, którzy wyraz temu dają np. podczas wypominków związanych ze Świętem Zmarłych. Według wspomnień najstarszych mieszkańców ksiądz Jodłowski w czasie drugiej wojny światowej cudem uniknął śmierci. Był kilkakrotnie wieszany, za każdym razem sznur pękał. Dzięki temu oprawcy darowali mu życie. Podobno z tego powodu proboszcz z Chłopowa miał kłopoty z głosem. Parafianie potwierdzają, że był wcześniej księdzem greckokatolickim.
Zmarł w Państwowym Domu Specjalnym dla Przewlekle Chorych w Trzcińsku-Zdroju. Jego życzeniem było spocząć na cmentarzu w Chłopowie, wśród swoich parafian. Życzenie księdza zostało spełnione.